# Landthurm (Gallmersgarten)
Landthurm (früher auch Kunigundathurm genannt) ist ein Gemeindeteil der Gemeinde Gallmersgarten (Mittelfranken, Bayern). Landthurm liegt in der Gemarkung Gallmersgarten.

## Lage
Das Dorf liegt am Tiefenbach, einem rechten Zufluss der Ens. 0,5 km südöstlich liegt der Fuchsberg 447 m ü. NHN im Waldgebiet Vogelsang. 0,5 km südwestlich erhebt sich der Hutbuck. Der Ort liegt an der Bundesstraße 470, die nach Steinach bei Rothenburg ob der Tauber (0,3 km nordöstlich) bzw. an Steinach an der Ens vorbei zur Anschlussstelle 107 der Bundesautobahn 7 führt (1,7 km westlich).

## Geschichte
Mit dem Gemeindeedikt (frühes 19. Jahrhundert) gehörte Landthurm zum Steuerdistrikt und Ruralgemeinde Steinach an der Ens. Am 1. Januar 1974 wurde diese im Zuge der Gebietsreform in Bayern nach Gallmersgarten eingegliedert.

## Einwohnerentwicklung
| Jahr      | 001818 | 001840 | 001861 | 001871 | 001885 | 001900 | 001925 | 001950 | 001961 | 001970 | 001987 |
| Einwohner | 3      | 9      | 11     | 28     | 26     | 37     | 53     | 86     | 77     | 62     | *      |
| Häuser    | 1      | 1      |        |        | 8      | 7      | 14     | 10     | 13     |        | *      |
| Quelle    | [ 7 ]  | [ 1 ]  | [ 8 ]  | [ 9 ]  | [ 10 ] | [ 11 ] | [ 12 ] | [ 13 ] | [ 14 ] | [ 15 ] | [ 16 ] |

## Religion
Der Ort ist evangelisch-lutherisch geprägt und bis heute St. Maria (Steinach an der Ens) gepfarrt. Die Katholiken waren ursprünglich nach St. Johannis (Rothenburg ob der Tauber) gepfarrt, gegenwärtig ist die Pfarrei St. Bonifaz (Bad Windsheim) zuständig.